# الجهیلیا، صنعا
ال-جهیلیا، صنعا یک منطقهٔ مسکونی در یمن است که در استان صنعا واقع شده‌است.